# Neocosmospora tenuicristata
Neocosmospora tenuicristata är en svampart som beskrevs av S. Ueda & Udagawa 1983. Neocosmospora tenuicristata ingår i släktet Neocosmospora och familjen Nectriaceae.   Inga underarter finns listade i Catalogue of Life.